# Adolf Wermuth
Pour les articles homonymes, voir Wermuth.
Adolf Wermuth (né le 23 mars 1855 à Hanovre, mort le 11 octobre 1927 à Berlin) est un juriste et homme politique allemand.

## Biographie
Son père, Karl Georg Ludwig Wermuth, directeur de la police, est issu d'une famille bourgeoise avec des sentiments monarchistes. Après son abitur, il fait des études de droit à Leipzig, Heidelberg et Göttingen jusqu'au doctorat. Il devient assesseur puis magistrat à Peine et Opole. En 1883, il rejoint le ministère de l'Intérieur. Il met en place le service météorologique et prend l'intérim en 1890-1891 de l'île de Heligoland après le traité Heligoland-Zanzibar. En outre, il est Reichskommissar pour les expositions internationales à Melbourne en 1888 et à Chicago en 1893. En 1908, il est nommé au Geheimer Rat.
De 1912 à 1918, il est membre à la Chambre des seigneurs de Prusse.
Wermuth devient en 1904 secrétaire d'État adjoint à l'office du Reich au Trésor puis titulaire en 1909 dans le gouvernement de Theobald von Bethmann Hollweg. Après que sa demande d'une augmentation des impôts sur la succession a été rejetée par le chancelier, il annonce sa démission le 15 mars 1912 et la remet le lendemain.
En mai 1912, Wermuth est élu par le conseil municipal bourgmestre-gouverneur de Berlin pour succéder à Martin Kirschner et prend ses fonctions en septembre. De 1912 à 1921, il est président de l'Association des villes allemandes (de). Sous son mandat, il crée les archives de la ville et des plans de rattachement avec les communes voisines. Durant la Première Guerre mondiale, il parvient à approvisionner la ville en vivres et mettre en place un rationnement.

## Source, notes et références
- (de) Cet article est partiellement ou en totalité issu de l’article de Wikipédia en allemand intitulé « Adolf Wermuth » (voir la liste des auteurs).
- (de) « Publications de et sur Adolf Wermuth », dans le catalogue en ligne de la Bibliothèque nationale allemande (DNB).